# Interpôles handball
 (février 2024).
Les Interpôles sont des compétitions de handball jeune et junior organisées par la Fédération française de handball permettant aux jeunes de moins de 18 ans de toute la France de s'affronter. Les équipes sont des sélections des 23 pôles de France. C'est aussi une compétition de détection pour les futurs joueurs d'avenir. Depuis 2008, la formule d'organisation a été changée, pendant une semaine sur un même site les 24 équipes s'affrontent.

## Les Pôles masculins
Les Pôles selon l'ancienne organisation
| Les 24 Pôles espoirs masculins en 2013 | Les 24 Pôles espoirs masculins en 2013 | Les 24 Pôles espoirs masculins en 2013 |
| Ville                                  | Ligue régionale                        | Responsable en 2013                    |
| -------------------------------------- | -------------------------------------- | -------------------------------------- |
| Strasbourg                             | Alsace                                 | Philippe Schlatter                     |
| Antilles                               | Martinique/Guadeloupe                  | Francis Malinur                        |
| Talence                                | Aquitaine                              | Patrick Passemard                      |
| Clermont-Ferrand                       | Auvergne                               | Eric Brosset                           |
| Dijon                                  | Bourgogne                              | Thierry Jaffiol                        |
| Cesson-Sévigné                         | Bretagne                               | Mirko Perisic                          |
| Chartres                               | Centre                                 | Frédéric Salmon                        |
| Reims                                  | Champagne                              | Stéphane Garcia                        |
| Nice                                   | Côte d’Azur                            | Pascal Bourgeais                       |
| Besançon                               | Franche Comté                          | Gaël Michaud                           |
| Eaubonne                               | Ile de France                          | Pascal Person                          |
| Languedoc                              | Languedoc Roussillon                   | Patrick Teyssier & Jacky Brun          |
| la Réunion                             | Réunion                                | Christian Chevalier                    |
| Limoges                                | Limousin                               | Sébastien Avril                        |
| Pont à Mousson                         | Lorraine                               | Sylvain Brosse                         |
| Toulouse                               | Midi Pyrénées                          | Vincent Griveau                        |
| Dunkerque                              | Nord Pas de Calais                     | Yohann Delattre                        |
| Évreux                                 | Normandie                              | Marc Ferron                            |
| Amiens                                 | Picardie                               | Arnaud Parisy                          |
| Segré                                  | Pays de la Loire                       | Missiagbeto Afanou                     |
| Poitiers                               | Poitou-Charentes                       | Emmanuel Dott                          |
| Istres                                 | Provence-Alpes                         | Eric Quintin                           |
| Lyon                                   | Lyonnais                               | Gilles Malfondet                       |
| Chambéry                               | Dauphiné Savoie                        | Jacky Berholet                         |

### Palmarès des Interpôles masculins

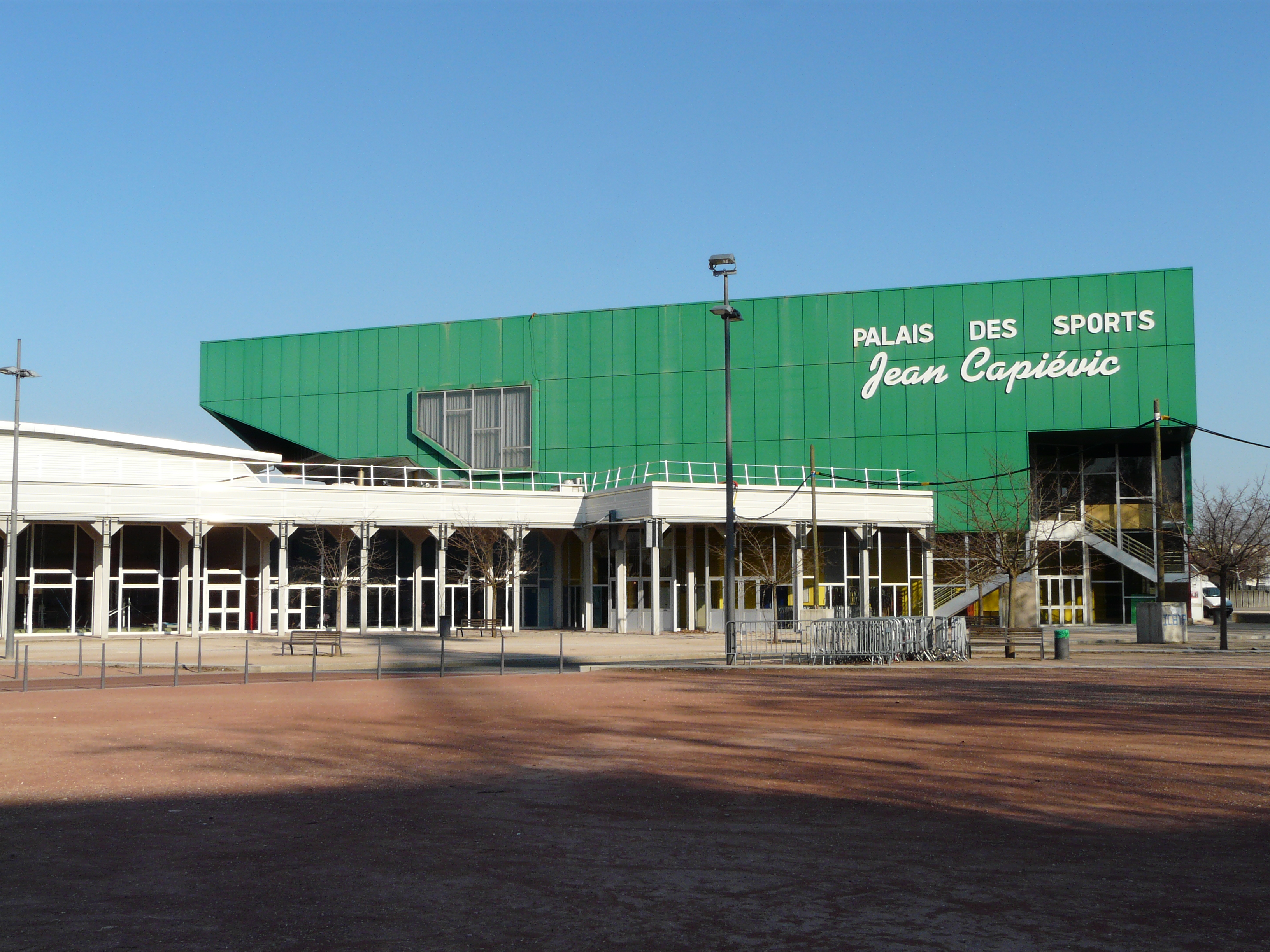
Le palais des sports Jean-Capievic à Vaulx-en-Velin.

Les Interpôles masculins mettent aux prises les 24 Pôles espoirs de France Métropole et Outre-Mer, qui s'affrontent pour décrocher le titre de champion de France.
En 2013, pour la sixième année consécutive la ville de Vaulx-en-Velin est le théâtre des Interpôles masculins du 13 au 17 mai. Le vainqueur vient ajouter son nom au palmarès après Istres, Chartres (par deux fois), Eaubonne et Lyon lauréat l'année précédente.

#### Formule initiale
| Saison                    | Ville organisatrice                 | Vainqueur                       | Deuxième                 | Troisième                 |
| ------------------------- | ----------------------------------- | ------------------------------- | ------------------------ | ------------------------- |
| 1999–2000                 |                                     |                                 | Pôle Espoir d'Eaubonne   |                           |
| 2000–2001                 |                                     |                                 |                          |                           |
| 2001–2002                 | Cesson-Sévigné                      |                                 |                          |                           |
| 2002–2003                 |                                     | \| Pôle Espoir de Strasbourg \| |                          |                           |
| 2003–2004                 |                                     | Pôle Espoir de Chambéry         |                          |                           |
| 2004–2005                 |                                     | Pôle Espoir de Strasbourg       |                          |                           |
| 2005–2006                 |                                     | Pôle Espoir de Lyon             |                          |                           |
| 2006–2007                 | Poitiers                            | Pôle Espoir de Talence          | Pôle Espoir d'Eaubonne   | Pôle Espoir de Poitiers   |
| 2007–2008                 | Palais des Sports de Vaulx-en-Velin | Pôle Espoir d'Istres            | Pôle Espoir du Languedoc | Pole Espoir de Strasbourg |
| 2008–2009                 | Palais des Sports de Vaulx-en-Velin | Pôle Espoir de Chartres         | Pôle Espoir du Languedoc | Pôle Espoir d'Eaubonne    |
| 2009–2010                 | Palais des Sports de Vaulx-en-Velin | Pôle Espoir d'Eaubonne          | Pôle Espoir du Languedoc | Pôle Espoir de Strasbourg |
| 2010–2011                 | Palais des Sports de Vaulx-en-Velin | Pôle Espoir de Chartres         | Pôle Espoir d'Eaubonne   | Pôle Espoir de Istres     |
| 2011–2012                 | Palais des Sports de Vaulx-en-Velin | Pôle Espoir de Lyon             | Pôle Espoir du Languedoc | Pôle Espoir de Nice       |
| 2012–2013                 | Palais des Sports de Vaulx-en-Velin | Pôle Espoir d'Eaubonne          | Pôle Espoir du Languedoc | Pôle Espoir de Besançon   |
| Pôle Espoir de Strasbourg |                                     |                                 |                          |                           |

#### Formule en zones
| Saison    | Nord Est      | Nord Est          | Nord Est           | Nord Ouest    | Nord Ouest        | Nord Ouest         | Sud Est               | Sud Est           | Sud Est              | Sud Ouest     | Sud Ouest         | Sud Ouest          |
| Saison    | Médaille d'or | Médaille d'argent | Médaille de bronze | Médaille d'or | Médaille d'argent | Médaille de bronze | Médaille d'or         | Médaille d'argent | Médaille de bronze   | Médaille d'or | Médaille d'argent | Médaille de bronze |
| --------- | ------------- | ----------------- | ------------------ | ------------- | ----------------- | ------------------ | --------------------- | ----------------- | -------------------- | ------------- | ----------------- | ------------------ |
| 2013–2014 |               |                   |                    |               |                   |                    | Languedoc Roussillon  | Chambéry          | Istres               |               |                   |                    |
| 2014–2015 |               |                   |                    |               |                   |                    | Nice                  | Chambéry          | Languedoc Roussillon |               |                   |                    |
| 2015–2016 |               |                   |                    |               |                   |                    |                       |                   |                      |               |                   |                    |
| 2016–2017 | Strasbourg    | Lyon              | Dijon              |               |                   |                    | Languedoc Roussillon, | Chambery          | Nice                 |               |                   |                    |

#### Formule en ligues
| Saison     | Ville organisatrice                 | Vainqueur                           | Deuxième                            | Troisième                           |
| ---------- | ----------------------------------- | ----------------------------------- | ----------------------------------- | ----------------------------------- |
| 2017–2018  | Palais des Sports de Vaulx-en-Velin | Ligue Auvergne-Rhône-Alpes          | Ligue Hauts-de-France               | Ligue Occitanie                     |
| 2018–2019  | Palais des Sports de Vaulx-en-Velin | Ligue Grand Est                     | Ligue Hauts-de-France               | Provence-Alpes-Côte d'Azur          |
| 2019–2020  | Pas de compétition (pandémie COVID) | Pas de compétition (pandémie COVID) | Pas de compétition (pandémie COVID) | Pas de compétition (pandémie COVID) |
| 2020–2021  | Pas de compétition (pandémie COVID) | Pas de compétition (pandémie COVID) | Pas de compétition (pandémie COVID) | Pas de compétition (pandémie COVID) |
| 2021–2022  | Nantes et périphérie                | Ligue Auvergne-Rhône-Alpes          | Ligue Île-de-France                 | Ligue Bourgogne Franche-Comté       |
| 2022–2023  | Nantes et périphérie                | Ligue Grand Est                     | Zone Antilles/Guyane                | Ligue Auvergne-Rhône-Alpes          |
| 2023–2024, | Nantes et périphérie                | Ligue Hauts-de-France               | Ligue Normandie                     | Ligue Auvergne-Rhône-Alpes          |

## Les Pôles féminins
Ancienne organisation des Poles Espoirs :  Angoulême, Besançon, Chambéry, Chatenay Malabry, Fleury-les-Aubrais, Lyon, Nice, Nîmes, Nouvelle-Calédonie, Strasbourg, Talence, Toulouse, Tourcoing, Tournan-En-Brie.
Avant la réforme du Projet Performance Fédéral (PFF) Féminin de 2017-2018, les Interpôles Féminins étaient divisées en 4 zones au sein desquels les Pôles Espoirs rattachés s'affrontent. Il y avait donc 4 vainqueurs.
Les 4 zones lors des Interpôles Féminins 2016-2017 :
- Zone Nord Est (Besançon, Dijon, Lyon, Metz, Nouméa, Strasbourg)
- Zone Nord Ouest (Amiens, Antilles, Brest, Le Havre, Segré, Tourcoing)
- Zone Sud Est (Chambéry, Clermont, Le Port, Marseille, Nice, Nîmes)
- Zone Sud Ouest (Angoulême, Chatenay, Orléans, St Junien, Talence, Toulouse)

Vainqueurs en gras.

### Interpôles Féminins 2023-2024
Il y a 14 pôles métropolitaines et ultramarines en 2024 :
- Métropole
  - Auvergne Rhône Alpes
  - Bourgogne Franche-Comté
  - Bretagne
  - Centre-Val de Loire
  - Grand Est
  - Hauts-de-France
  - Île-de-France
  - Normandie
  - Nouvelle Aquitaine
  - Occitanie
  - Pays de la Loire
  - Région Sud (Provence-Alpes-Côte d'Azur)
- Ultramarin
  - Réunion/Mayotte
  - Antilles/Guyane

### Palmarès des Interpôles féminins

#### Formule initiale
| Saison    | Ville organisatrice           | Vainqueur                                   | Deuxième                                    | Troisième                                   |
| --------- | ----------------------------- | ------------------------------------------- | ------------------------------------------- | ------------------------------------------- |
| 2008–2009 | Palais des sports de Besançon | Pôle Espoir de Handball féminin de Besançon | Pôle Espoir de Handball féminin de Chartres | Pôle Espoir de Handball féminin de Talence  |
| 2009–2010 | Palais des sports de Besançon | Pôle Espoir de Handball féminin de Besançon | Pôle Espoir de Handball féminin de Chambéry | Pôle Espoir de Handball féminin de Nîmes    |
| 2010–2011 | Palais des sports de Besançon | Pôle Espoir de Handball féminin de Metz     | Pôle Espoir de Handball féminin d'Angoulême | Pôle Espoir de Handball féminin de Besançon |
| 2011–2012 | Palais des sports de Besançon | Pôle Espoir de Handball féminin de Besançon | ?                                           | ?                                           |
| 2012–2013 | Palais des sports de Besançon | Pôle Espoir de Châtenay-Malabry             | Pôle Espoir de Handball féminin de Besançon | Pôle Espoir de Handball féminin de Brest    |

#### Formule en zones
| Saison    | Nord Est      | Nord Est          | Nord Est           | Nord Ouest    | Nord Ouest        | Nord Ouest         | Sud Est       | Sud Est           | Sud Est            | Sud Ouest        | Sud Ouest         | Sud Ouest          |
| Saison    | Médaille d'or | Médaille d'argent | Médaille de bronze | Médaille d'or | Médaille d'argent | Médaille de bronze | Médaille d'or | Médaille d'argent | Médaille de bronze | Médaille d'or    | Médaille d'argent | Médaille de bronze |
| --------- | ------------- | ----------------- | ------------------ | ------------- | ----------------- | ------------------ | ------------- | ----------------- | ------------------ | ---------------- | ----------------- | ------------------ |
| 2013–2014 | ?             |                   |                    |               |                   |                    | Marseille     | Chambéry          |                    |                  |                   |                    |
| 2014–2015 | Lyon          | Antilles          |                    | Segré         | Tourcoing         |                    | Chambéry      |                   |                    | Châtenay-Malabry | Toulouse          | Talence            |
| 2015–2016 | Strasbourg    | Besançon          | Dijon              | Brest         | Segré             | Tourcoing          | Marseille     | Nîmes             | Chambéry           | Orléans          | Châtenay-Malabry  | Toulouse           |
| 2016–2017 | Metz          | Lyon              | Strasbourg         | Tourcoing     | Segré             | Brest              | Marseille     | Chambéry          | Nîmes              | Orléans          | Châtenay-Malabry  | Talence            |

#### Formule en ligues
| Saison    | Ville organisatrice | Vainqueur | Deuxième | Troisième |
| --------- | --- | --- | --- | --- |
| 2017–2018 | Complexe Vercors à Bourg-de-Péage                                                                                        | Ligue Bourgogne Franche-Comté                                                                                            | Ligue Centre-Val de Loire                                                                                                | Ligue Grand Est |
| 2018–2019 | Complexe Vercors à Bourg-de-Péage                                                                                        | Ligue Centre-Val de Loire                                                                                                | Ligue Bourgogne Franche-Comté                                                                                            | Ligue Île-de-France |
| 2019–2020 | Complexe Vercors à Bourg-de-Péage                                                                                        | Ligue Bourgogne Franche-Comté                                                                                            | Ligue PACA Corse | Ligue Île-de-France |
| 2020–2021 | Pas de compétition (pandémie COVID). Interpôles prévus en janvier, reportés au mois d’avril puis définitivement annulés. | Pas de compétition (pandémie COVID). Interpôles prévus en janvier, reportés au mois d’avril puis définitivement annulés. | Pas de compétition (pandémie COVID). Interpôles prévus en janvier, reportés au mois d’avril puis définitivement annulés. | Pas de compétition (pandémie COVID). Interpôles prévus en janvier, reportés au mois d’avril puis définitivement annulés. |
| 2021–2022 | Complexe Vercors à Bourg-de-Péage                                                                                        | Ligue Bretagne | Ligue Nouvelle Aquitaine                                                                                                 | Ligue Auvergne-Rhône-Alpes                                                                                               |
| 2022–2023 | Complexe Vercors à Bourg-de-Péage                                                                                        | Ligue Nouvelle Aquitaine                                                                                                 | Ligue Grand Est | Ligue Auvergne-Rhône-Alpes                                                                                               |
| 2023–2024 | Complexe Vercors à Bourg-de-Péage                                                                                        | Ligue Grand Est | Ligue Bourgogne Franche-Comté                                                                                            | Ligue Île-de-France |